# Ilha René-Levasseur
A ilha René-Levasseur (em francês:  Île René-Levasseur) é uma ilha no centro do lago Manicouagan, na província de Quebec, Canadá. O seu ponto mais alto é o Monte Babel (Mont Babel), com 952 m de altitude. Tem uma área total de 2020 km² (e diâmetro de 72 km), sendo a maior em área no lago Manicouagan. René-Levasseur é considerada como a segunda maior ilha situada em lagos, sendo a maior a ilha Manitoulin no lago Huron).
Foi formada pelo impacto de um meteorito há 214 milhões de anos. Supõe-se que este corpo celeste teria 5 km de diâmetro, e atingido a Terra a 17 km/s, no quarto mais poderoso impacto da história do planeta Terra.